# Propionycha
Propionycha is een geslacht van kevers uit de familie van de loopkevers (Carabidae). De wetenschappelijke naam van het geslacht is voor het eerst geldig gepubliceerd in 1928 door Liebke.

## Soorten
Het geslacht Propionycha omvat de volgende soorten:
- Propionycha argentinica Liebke, 1928
- Propionycha bruchi Liebke, 1928